# شط

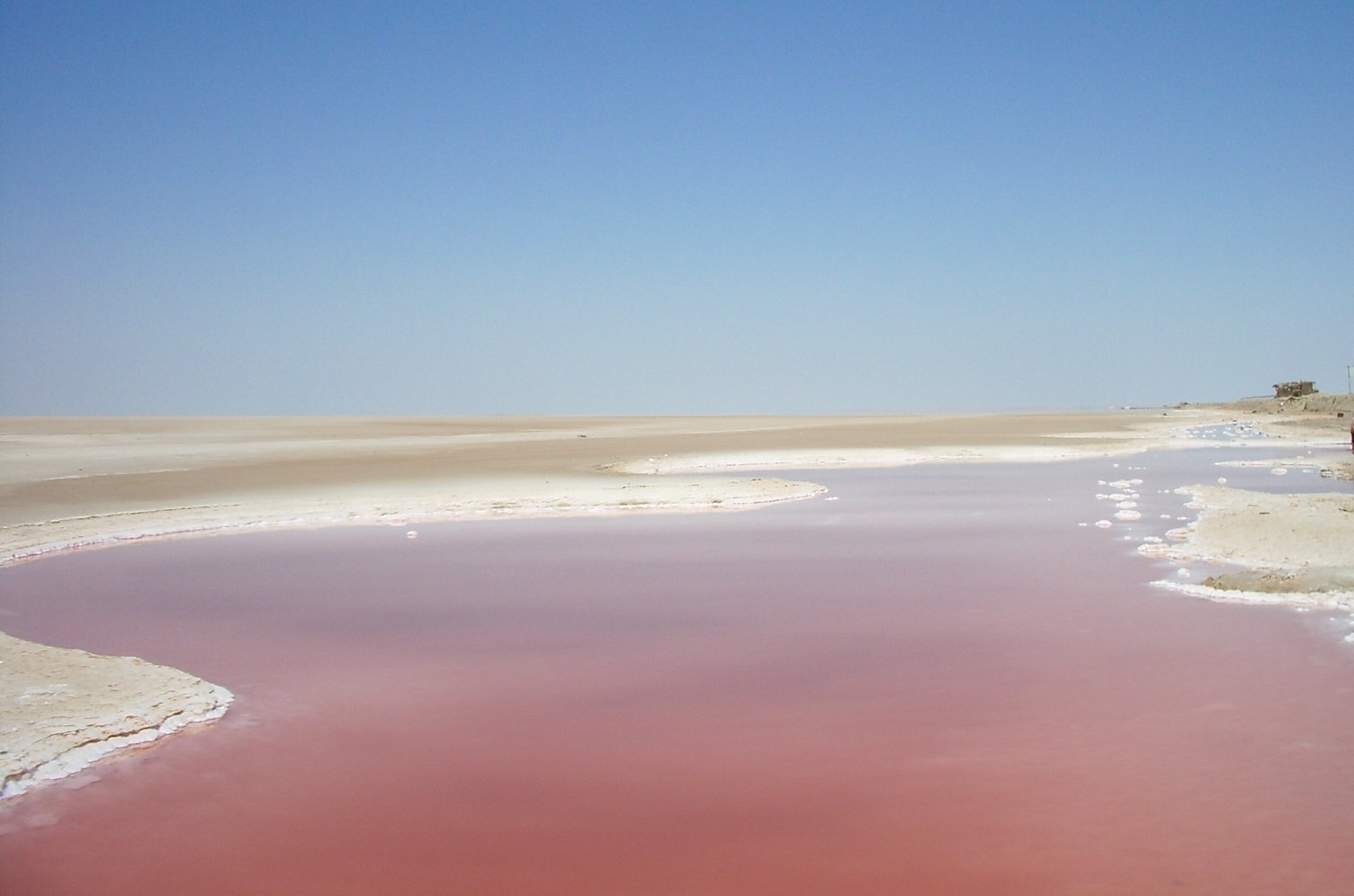
شط الجريد

الشط هو عبارة عن أوحال شديدة الملوحة على شكل بحيرة مع شواطئ متغيرة، ويقع في المناطق شبه القاحلة.
تتفجر المياه فيه في الشتاء, وفي الصيف تكسوه طبقة من الملح. خلال فصل الشتاء واثر نزول الأمطار تتحول أرضية الشطوط إلى وحل يصعب اجتيازه، وفي فصل الصيف تشتد الحرارة مما يؤدي إلى جفاف وتبخر لسطح الشطوط.ويتميز كذلك بوجود بعض العيون على سطحه وتظهر هذه العيون في شكل فتحات دائرية.
ويحصرها علماء الجيومورفولوجيا في الجزء الذي يكون أحيانًا مغمورًا بالمياه، وأحيانًا مكتشفًا حول البحيرة، يحمل بعض النباتات ويشكل جزءًا من كل أكبر يفضلون تسميته بالسبخة.
لقد خلطنا لفترة طويلة جدًا بين الحافة (الشط) والمنخفض (السبخة)؛ هذا الخلط بين المصطلحات يختفي حاليًا.
وتتغذى الشوطات بشكل متقطع أثناء هطول الأمطار النادرة، وتعرض لعملية تبخر قوية، مما يؤدي إلى تراكم الأملاح على سطح الطمي، والتي يتم استغلالها في بعض الأحيان. يمكن أن تحتوي التربة المالحة لهذه الشطط على بكتيريا يرسينيا بيستيس وتكون مصدرًا لها وتكون أحد الخزانات والنظام البيئي لهذه البكتيريا التي من شأنها أن تصيب الإبل (الخزانات) وبالتالي الأشخاص الذين يأكلون لحومها غير المطبوخة جيدًا.
بحر آرال هو أيضًا شط، لكن نادرًا ما يستخدم هذا المصطلح في هذه الحالة.